# Markenplein

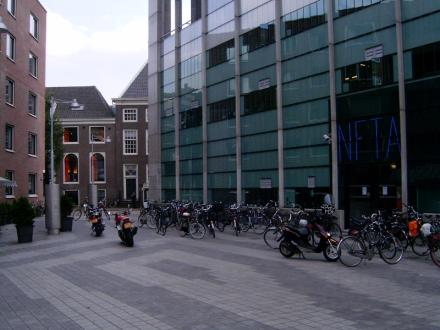
Het Markenpein, gezien vanaf de Valkenburgerstraat

Het Markenplein is een pleintje in het centrum van Amsterdam, tussen de Valkenburgerstraat en de Rapenburgerstraat. Het heeft een sierbestrating in abstracte en gestructureerde patronen, ontworpen door de Amerikaanse kunstenaar Sol LeWitt (Complex form). Op het Markenplein is de ingang van de, aan het Mr. Visserplein grenzende Nederlandse Film en Televisie Academie. Het plein grenst aan de ondergrondse parkeergarage Markenhoven (ingang Anne Frankstraat).

## Geschiedenis
Op de plek van het huidige Markenplein lag tot 1968 het oude Markenpleintje, dat toen bij het Mr. Visserplein werd betrokken. In 1997 kreeg het haar naam weer terug. De op een eiland gelegen buurt  Marken vormde hier samen met de buurt Vlooienburg en de aangrenzende eilanden  Uilenburg en  Rapenburg: de oude Amsterdamse "Jodenhoek", zoals men dit deel van de Joodse buurt in de volksmond noemde.